# Ánh xạ đóng và mở
Trong topo học, một ánh xạ mở là một hàm giữa hai không gian topo ánh xạ từ tập mở vào tập mở. Có nghĩa là, một hàm số f: X → Y là ánh xạ mở nếu bất kỳ một tập mở U trong X, thì ảnh f(U) cũng là tập mở trong Y. Tương tự, một ánh xạ đóng là ánh xạ từ tập đóng vào tập đóng.
Tóm tắt định nghĩa:
- Một ánh xạ {\displaystyle f:\,X\rightarrow Y} được gọi là một ánh xạ mở nếu cho mỗi tập {\displaystyle U} mở trong {\displaystyle X}, tập {\displaystyle f(U)} mở trong {\displaystyle Y}.
- Một ánh xạ {\displaystyle f:\,X\rightarrow Y} được gọi là một ánh xạ đóng nếu cho mỗi tập {\displaystyle U} đóng trong {\displaystyle X}, tập {\displaystyle f(U)} đóng trong {\displaystyle Y}.

## Tính chất
Một hàm f: X → Y là ánh xạ mở khi và chỉ khi mọi x thuộc X và tất cả lân cận U của x, thì tồn tại một lân cận V của f(x) sao cho V ⊂ f(U).
Ánh xạ đóng và mở có thể được xác định bằng các phép toán nội hàm. Cho f: X → Y là một hàm. Thì:
- f là mở khi và chỉ khi f(A°) ⊆ f(A)° với mọi A ⊆ X
- f là đóng khi và chỉ khi f(A)− ⊂ f(A−) với mọi A ⊂ X